# Etsuko Inoue
Etsuko Inoue (jap. 井上悦子), zamężna Kaneshiro (jap. 兼城) (ur. 18 października 1964 w Nakano) – tenisistka japońska, reprezentantka w Pucharze Federacji, olimpijka.
Czołowa zawodniczka japońska lat 80., swoimi startami połączyła epoki sukcesów Ann Kiyomury (deblowej mistrzyni Wimbledonu z 1975) i Kimiko Date (m.in. półfinalistki French Open z 1995). Pod koniec lat 80. była regularnie klasyfikowana w czołowej setce rankingu, osiągając w marcu 1988 pozycję nr 26 na liście WTA (pod koniec 1988 – nr 51, 1989 – nr 69, 1990 – nr 70). W 1983 wygrała w Tokio turniej Suntory Japan. W kolejnych latach była m.in. w półfinałach Suntory Japan, Singapore Open, Dow Classic (wszystkie w 1987) i Oklahomie (1989), wielu ćwierćfinałach turniejowych, III rundach wielkoszlemowych Australian Open i Wimbledonu (oba w 1988). Pokonała wiele znanych zawodniczek, m.in. Carling Bassett, Nicole Provis, Jo Durie, Patty Fendick, Zinę Garrison (na kortach trawiastych w Eastbourne), Sylvię Hanikę, Claudię Kohde-Kilsch, Betsy Nagelsen, Janę Novotną (w I rundzie Australian Open 1988), Evę Pfaff, Raffaellę Reggi, Marianne Werdel.
Inoue miała na koncie także sukcesy deblowe. Nie udało się jej wprawdzie wygrać żadnego turnieju, ale w parze z urodzoną na Tajwanie Kanadyjką Patricią Hy osiągnęła w 1987 półfinał wielkoszlemowego Australian Open. Mecz półfinałowy Inoue i Hy przegrały zdecydowanie – 1:6, 0:6 – z czołową wówczas parą Navrátilovą i Shriver. Rok później, również w parze z Hy, Japonka w Australian Open była w III rundzie (porażka z Graf i Smylie). Jej najwyższe miejsce w rankingu deblistek to 34. w lutym 1987, po półfinale w Australii. Występowała jako zawodniczka do 1990, zarobiła na światowych kortach niespełna trzysta tysięcy dolarów.
W latach 1982–1989 regularnie występowała w zespole narodowym w Pucharze Federacji, udzielając się w singlu i deblu. Bilans występów ma negatywny – przegrała 17 spotkań z rozegranych 30. Reprezentowała Japonię także na igrzyskach w Seulu w 1988, gdzie tenis odzyskał po kilkudziesięciu latach status sportu olimpijskiego. Inoue odpadła w I rundzie singla, natomiast w deblu, w parze z rodaczką Kumiko Okamoto, dotarła do ćwierćfinału. Japonki pokonały parę włoską Raffaella Reggi, Sandra Cecchini, a uległy Czeszkom Janie Novotnej i Helenie Sukovej. W latach 2001–2003, już pod nazwiskiem małżeńskim Kaneshiro, tenisistka powróciła do reprezentacji w Pucharze Federacji jako jej kapitan.
Poślubiła Kejiro Kaneshiro w 1993 r.